# Shelford Bidwell
Pour les articles homonymes, voir Bidwell.
Shelford Bidwell (1848-1909), avocat, est un physicien et inventeur anglais, membre de la Royal Society et président de la Physical Society de Londres (1897-99). Auteur de Curiosities of Light and Sight, il est surtout connu pour son travail sur la « phototélégraphie » un précurseur du télécopieur.